# Iris Dávila
Iris Dávila   (Güines, 18 de maig de 1918 - l'Havana, 18 de gener de 2008), també coneguda com María Felisa Dávila Munne, va ser una periodista, escriptora, autora de ràdio i telenovel·les, actriu teatral i locutora cubana. Moltes de les seves novel·les radials-televisives es van adaptar en altres radioemissores i televisions llatinoamericanes. Va ser cofundadora de la Federació de Dones Cubanes.

## Biografia
Va néixer a la Vila de Sant Julià dels Güines, capçalera del terme municipal i atabaquin de Güines. Filla de pares humils: Carlos Dávila Díaz, propietari d'un petit negoci, i Ana Rosa Muné Nicolás, professora de tall i costura. Va estudiar a la Facultat de Dret a la Universitat de l'Havana, i es va graduar com a Doctora en Dret Civil i diplomàtic el 1942 a l'edat de 24 anys, professió que mai va exercir.
Durant la seva etapa universitària va aprofundir en la lectura de poesia i narrativa a més de començar a escriure novel·les alhora que col·laborava al suplement dominical del diari cubà El País Gràfic. També anava a cursos de la Universitat de l'Havana sobre literatura castellana i hispanoamericana, a més dels de Psicologia General i Social amb la finalitat de completar la seva formació literària.
Va cursar a l'Escola de Periodisme Manuel Márquez Sterling, graduant-se el 1945.

### Trajectòria
Des de la seva infància va escriure petites narracions publicades en diaris locals però també en els prestigiosos Diario de la Marina i El Mundo. Mentre estudiava dret no va interrompre la publicació de contes i petits assajos a El país gráfico. El 1944 va ingressar a CMQ RAdio en funcions administratives com a advocada adjunta al departament legal i redactora de textos comercials. Després de dos anys a la rutina legal i comercial, li van concedir la prefectura del recentment creat Buró de Revisión a temps complet, on havia de llegir tots els programes dramatitzats, inclosos els humorístics, analitzar-los des del punt de vista literari i de contingut, rendir per escrit un informe mensual avaluatiu i exposar de viva veu els seus criteris, així va entrar en contacte directe amb les modalitats tècniques del gènere i es va formar una idea més completa de la composició dels guions.
El 1948 va estrenar la seva primera radionovel·la: Teresa Maderal, inaugurant un prolífer cabal que s'escamparà per la ràdio i la televisió cubanes fins als anys seixanta.
MIlitant del Partit Ortodox d'Eduardo Chibás, després del cop d'estat militar de 1952, es va involucrar en activitats d'associacions com el Front Cívic de Dones Martianas. El 1958, com a assessora de ràdio i televisió a la Publicitària Siboney, es va integrar a la cèl·lula clandestina del Moviment 26 de juliol liderada per Fidel Castro.
Allí, en funcions de redactora, escriu i dirigeix l'enregistrament d'un comercial del sabó Rina que es faria famós. Interpretat per la famosa actriu i locutora Consuelo Vidal, va esdevenir una peça comunicativa paradigmàtica de propaganda política subtil, però eficaç, de tal claredat conceptual que harmonitzava la seva funció comercial amb la idiosincràsia cubana i amb el moment més cruent de la dictadura. El seu lema: “Cal tenir fe, que tot arriba”.
A principis de 1959, com a esposa de metge, s'integra a l'Associació Femenina Mèdic Revolucionària que recolza els combatents de l'Exèrcit Rebel nouvinguts a l'Havana, i escriu programes radials i comunicats. A mitjan any, juntament amb Vilma Espín, gesta a Radio Rebelde el primer projecte radiofònic orientat a mobilitzar les dones.
El 1960 va ser una de les fundadores de la Federació de Dones Cubanes. Per a la Secretaria d'Educació i Cultura crea peces teatrals que aborden l'evolució social femenina i orienten ideològicament en problemàtiques concretes. Entre aquestes obres hi ha Los puntos sobre las íes, que s'estrena al Teatre dels Treballadors, el 8 de març de 1964, a l'acte pel Dia Internacional de la Dona. Va col·laborar amb el Projecte de Ciutat Sandí.
Entre el 1960 i el 1962, previ a la fundació de l'Institut de Radiodifusió, l'activitat radial i televisiva la lideraven Aurelio Martínez i José A. Caíñas Sierra. Iris Dávila integrant del Consell Nacional de la Ràdio de Cuba suplint l'escriptora Hilda Morales a l'espai La vida siempre comienza de Radio Progreso i assessora La novela cubana que substitueix l'espai Divorciadas emesa a l'antiga CMQ que alternen als guions Dora Alonso i Elia Méndez i dirigeix Julio Lot.
A la dècada dels 60 Dávila va participar en nombroses activitats entre elles redactora de la revista Nuestra industria al Ministeri dirigit per Ernesto Guevara, i les seves comèdies es representen a les Brigades Covarrubias i formen part del quadre de l'Institut de Radiodifusió, a més de dictar conferències literàries a centres docents, laborals, sindicals i militars. Fins al 1965 va escriure textos per al Consell Nacional de Cultura per als plans d'estudis de l'educació obrer-camperola i els publica cada setmana a la secció “El placer de leer”, de la revista Bohèmia, publicació on també apareix la seva narració “Un cuento sencillo”, inclosa l'any següent a la Selección de Lecturas Literarias de 6è grau.
Des de 1966 va treballar a Radio Liberación després denominada Radio Rebelde com a productora, assessora i directora dels dramatitzats radiofònics a més d'impartir tallers a guions sobre teoria i composició literàries adaptades als mitjans de comunicació.
Entre 1972 i 1979 va exercir el periodisme a la revista Mujeres i reprèn els seus assajos periodístics o literaris que amplificarà a l'Editorial Arte y Literatura on treballà com a analista, divulgadora, redactora i avaluadora de textos.
Es va jubilar el 1983, però va continuar implicada a la vida periodística i cultural integrant el Consell Assessor de l'Editorial Art i Literatura i l'Editora Abril. També va presidir el Comitè de selecció de programes per a esdeveniments internacionals de l'Institut Cubà de Ràdio i Televisió i va integrar el Consell Nacional de la Unió d'Escriptors i Artistes de Cuba.
El 1989, va participar al costat del director Carlos Piñero en el primer esdeveniment sobre telenovel·les organitzat per la Càtedra de Comunicació de la Universitat de Sao Paulo (Brasil) i va dictar una conferència sobre Félix B. Caignet i El derecho de nacer.
Mayra Cue Sierra en un article sobre Dávila publicat a l'aniversari de la seva mort escrigué:
| «                                                               | (castellà) Dávila fue la única creadora de ficción radial-televisiva que poseía el oficio de escribir con éxito probado en los medios de comunicación durante décadas y a la par; podía diseccionarla teóricamente para identificar sus precedencias y singularidades dentro de la cultura masiva universal y nuestra propia historia. En ello era una verdadera erudita de alto rigor académico. | (català) Dávila va ser l'única creadora de ficció radial-televisiva que posseïa l'ofici d'escriure amb èxit provat als mitjans de comunicació durant dècades i alhora; podia disseccionar-la teòricament per identificar les seves precedències i singularitats dins la cultura massiva universal i la nostra pròpia història. Era una veritable erudita d'alt rigor acadèmic. | » |
| — Mayra Cue Sierra. "Recordando a Iris Dávila". 27 octubre 2016 | | |   |

Moltes de les seves novel·les radials-televisives es van adaptar en altres radioemissores i televisions llatinoamericanes, especialment a Mèxic, Veneçuela i el Perú. Alguns dels drets dels seus guions van ser comprats per Televisa.
Va aprofundir en la teoria i l'anàlisi de la dramatúrgia, i va contribuir a la formació d'escriptors, guionistes i assessors dels mitjans artístics. Va publicar múltiples treballs a la premsa escrita, i va ser assessora de l'editorial Art i Literatura. Es va destacar com a Assessora de la ràdio i la televisió i va participar com a Jurat en múltiples Festivals Nacionals d'aquests mitjans.

## Vida personal
Als 28 anys, el 14 de juliol del 1946, es va casar amb el doctor Agustín Lage Salceiro, un espanyol nascut a Ortigueira que va emigrar amb els seus pares a Cuba quan tenia pocs anys. El matrimoni Lage-Dávila va tenir tres fills: Agustín, Carlos i Jorge, que van seguir els passos professionals del seu pare. Carlos Lage, el menor va ser vicepresident del Consell d'Estat de Cuba entre 1993 i 2009.

## Obra
El 1986 l'Editorial Gent Nova va publicar el seu llibre per a nens “En un submarino de cristal”. Durant el 1998-1999 es va recopilar part de la seva producció narrativa, en aquest cas set contes, sota el títol “Intimitats”.
El 2007, “Ediciones Unión” va presentar l'edició “Delirio de Periodista” amb textos publicats a les revistes “Bohèmia”, “El País Gráfico”, “Mujeres”, “Granma” sobre temes patriòtics, assumptes socials i vinculats amb la relació de l'art amb la literatura i els mitjans massius.

## Premis i reconeixements
- 1983. Distinció per la Cultura Nacional (Ministeri de Cultura).
- 1984. Distincions Raúl Gómez García (Sindicat de la Cultura) i 28 de setembre (Comitès de Defensa de la Revolució).
- 1986. Distinció 23 d'agost (Federació de Dones Cubanes).
- 1988. Distinció Pepe Prieto (Milícies de l'Institut de Radiodifusió)
- 1992. Micròfon de la Ràdio Cubana. 70è aniversari.
- 1992. Medalla Allunyo Carpentier (Consell d'Estat).
- 1995. Ordre Ana Betancourt (Consell d'Estat).
- 2003. Premi Nacional de Ràdio. I edició (Institut Cubà de Ràdio i Televisió).

## Mort
Va morir als 90 anys a l'Havana el 18 de gener de 2008. Per decisió pròpia les seves restes van ser cremades i escampades al Jardí Botànic, entre plantes de flors escollides per ella. El 22 de gener Fidel Castro, en la reflexió escrita el dia anterior, expressava:
| «                                                             | (castellà) No votó en las elecciones del domingo. Estaba inscrita en el mismo municipio: Plaza de la Revolución. Se marchó silenciosamente el viernes; no lo esperábamos tan pronto. Vivía en la misma casa que ganó con su trabajo intelectual antes de la Revolución. Muchas veces visité esa vivienda; ocupaba en ella un pequeño espacio, siempre escribiendo. Nunca protestó ni se quejó de algo. Por decisión propia sus restos fueron cremados y esparcidos en el Jardín Botánico, entre plantas de flores escogidas por ella. Escaparon así del frío y silencioso mármol. | (català) No va votar a les eleccions de diumenge. Estava inscrita al mateix municipi: Plaça de la Revolució. Se'n va anar silenciosament divendres; no ho esperàvem tan aviat. Vivia a la mateixa casa que va guanyar amb la seva feina intel·lectual abans de la Revolució. Moltes vegades vaig visitar aquest habitatge; hi ocupava un petit espai, sempre escrivint. Mai no va protestar ni es va queixar d'alguna cosa. Per decisió pròpia les seves restes van ser cremades i escampades al Jardí Botànic, entre plantes de flors escollides per ella. Escaparen així del marbre fred i silenciós. | » |
| — Fidel Castro. "Se nos fue Iris Dávila". 21 de gener de 2008 | | |   |